# Wilfried Stallknecht

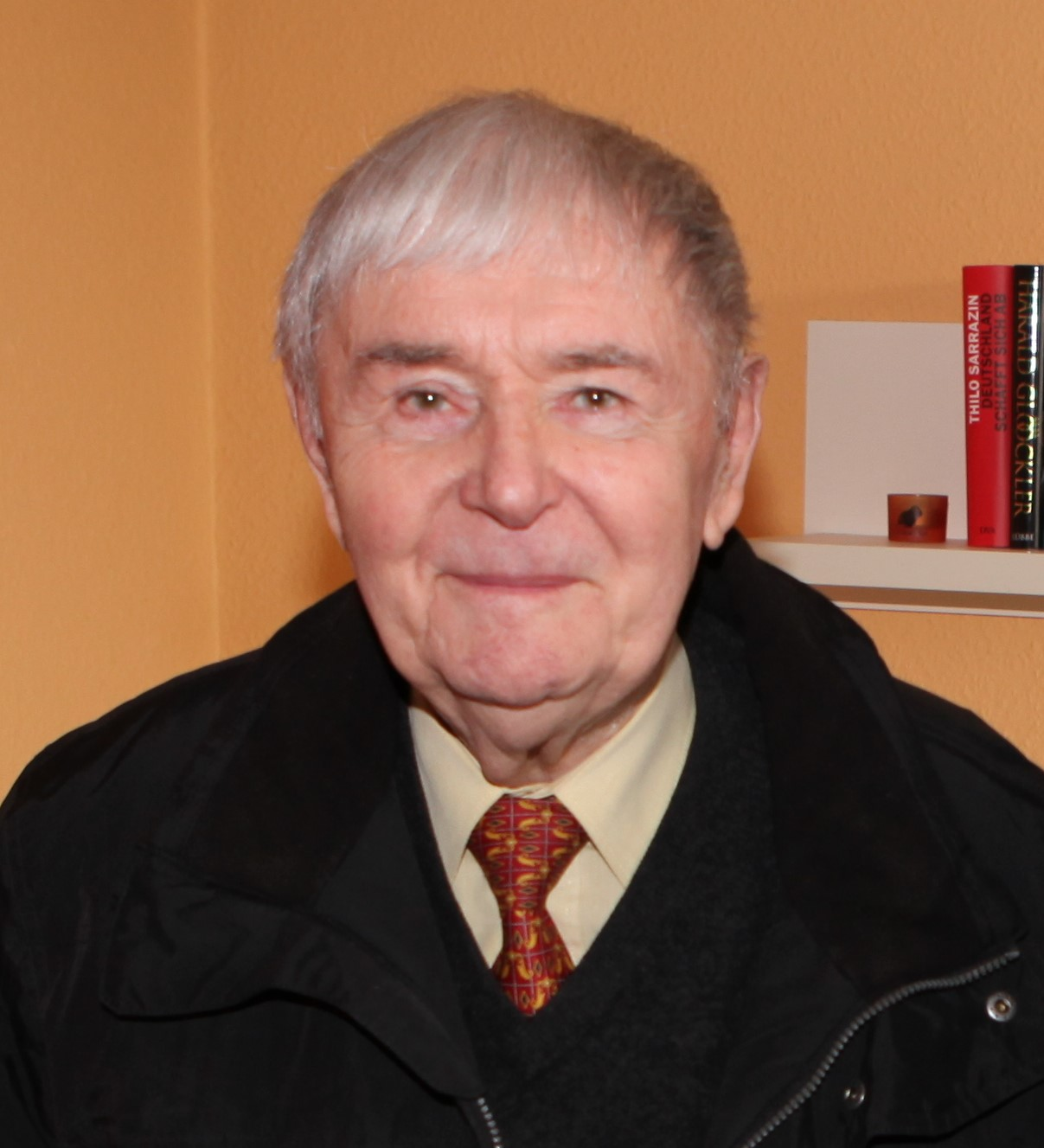
Wilfried Stallknecht

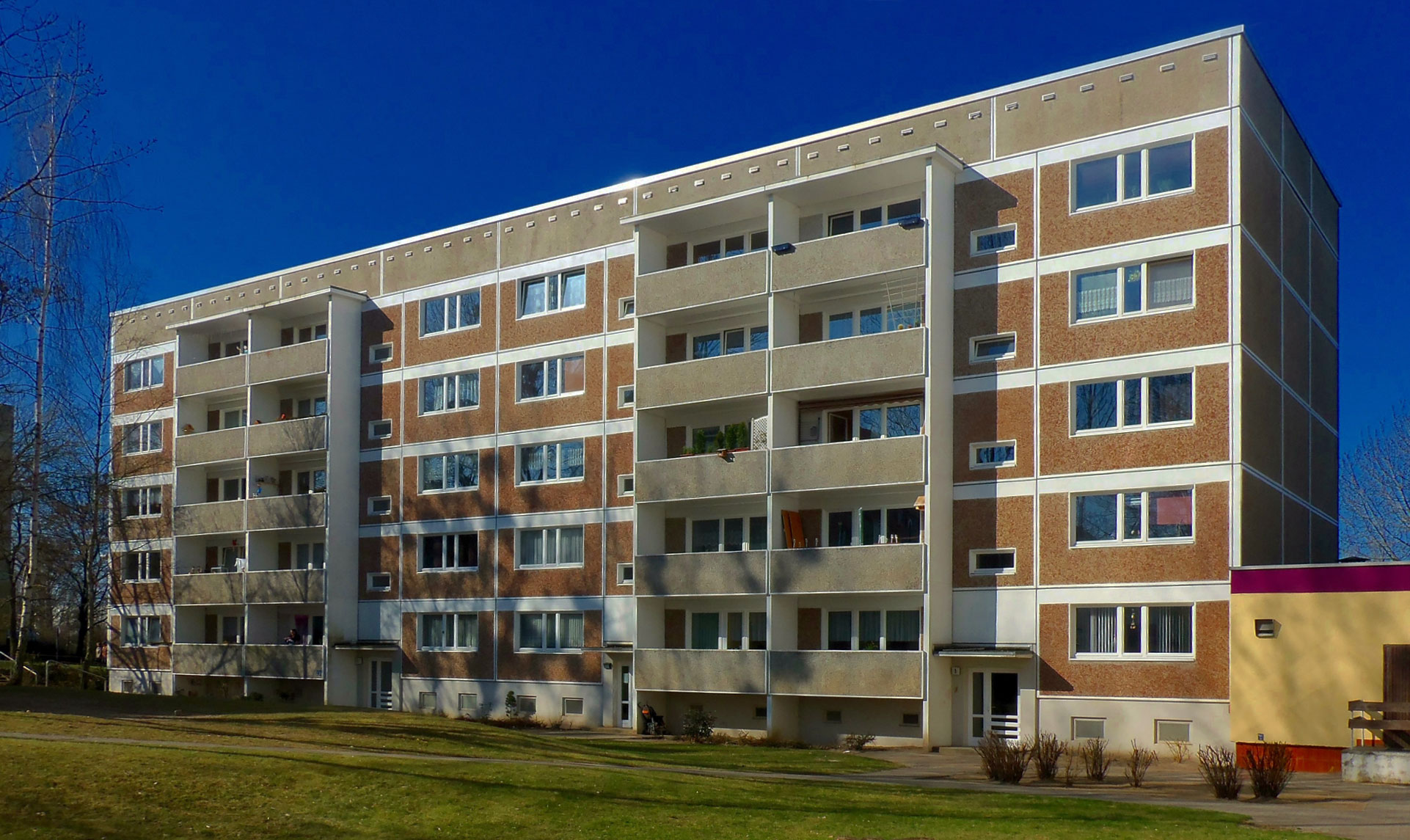
Erster WBS-70-Block der DDR in der Oststadt von Neubrandenburg; 1973 errichtet

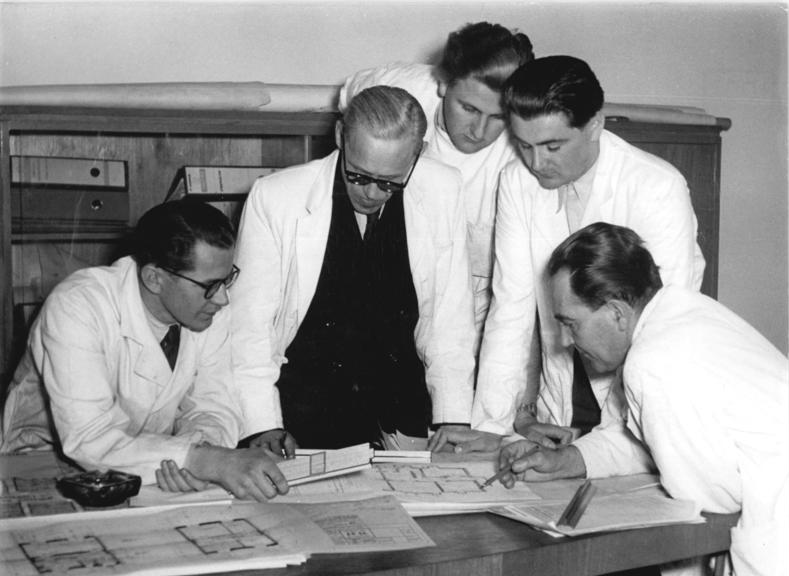
Stallknecht (2. von links) 1954 bei einer Arbeitsbesprechung

Wilfried Stallknecht (* 12. August 1928 in Geringswalde; † 22. Dezember 2019 in Berlin) war ein deutscher Innenarchitekt, Architekt, Stadtplaner und Möbeldesigner. Sein Hauptarbeitsgebiet war die Mitentwicklung typisierter Großplattenwohnungsbauten in der Bauakademie der DDR im Zeitraum 1959 bis 1973. Von 1974 bis zum Jahr 1984 war Stallknecht verantwortlicher Planer für den Städtebau in Bernau bei Berlin.

## Leben und Werk
Der Vater von Wilfried Stallknecht kaufte im Jahr 1932 in Geringswalde eine stillgelegte Fabrik. Er produzierte in den Hallen Uhren und Tische im größeren Maßstab. Die Mutter war Buchhalterin. In der Möbelfabrik des Vaters begann Wilfried eine Lehre zum Tischler. In den Jahren 1944/1945 musste er als Flakhelfer tätig werden. Nach dem Zweiten Weltkrieg wurde die Familie enteignet, der Sohn durfte jedoch seine Lehre in dem nun Volkseigenen Betrieb Tischfabrik Geringswalde beenden. 1949 folgte eine Zwangsverpflichtung zum Uranerzbergbau bei der SDAG Wismut. Danach ging er nach Erfurt und studierte an der Meisterschule für angewandte Kunst (heutige Kunstgewerbeschule Erfurt) von 1949 bis 1952 Innenarchitektur. Im Jahr 1951 erwarb Stallknecht den Meisterbrief der Tischlerinnung. Mit dem erfolgreichen Studienabschluss erhielt er eine Anstellung im VEB Projektierung Berlin (ab 1953 Institut für Typung). Sein Team projektierte die Ausstattung von Innenräumen repräsentativer DDR-Bauten, unter anderem der Jugendhochschule „Wilhelm Pieck“ am Bogensee. Seit dieser Zeit interessierte sich Wilfried Stallknecht auch für das rein Architektonische und entwarf im Jahr 1954 eine Eigenheimserie. Den Grundtyp bezeichnete er im Nachhinein als „Schuss gegen die (beginnende) Typisierung“. Dennoch konnten von diesem Wohnhaus einige Exemplare gebaut werden. Vom Betrieb wurde die Übernahme in eine Serienproduktion abgelehnt, weil jedes Haus andere Fenstergrößen hatte und die Raumaufteilung zu individuell war. Daraus entstand jedoch der Auftrag für eine Eigenheimserie, die 1958 unter der Bezeichnung EW 58 verbreitet wurde. Rund 500.000 Bauten dieses Typs wurden in der gesamten DDR errichtet. Im Jahr 1959 wurde Stallknecht wissenschaftlicher Mitarbeiter bei Hermann Henselmann an der Bauakademie der DDR. Der neue Schwerpunkt seiner Mitarbeit richtete sich auf das industrielle Bauen, mit dessen Hilfe schnell viele Familien zu neuem Wohnraum kommen sollten. Zusammen mit den Architekten Achim Felz und Herbert Kuschy entwickelte er den Plattenbautyp P 2. Für den ersten Versuchsbau, der im Ortsteil Berlin-Fennpfuhl errichtet wurde und seit den 1980er Jahren unter Denkmalschutz steht, hatte er insbesondere die Durchreiche zwischen Küche und Wohnzimmer entworfen. In verschiedenen Fachinstituten der Bauakademie war Stallknecht an den stetigen Weiterentwicklungen des Bautyps P 2 beteiligt. Auf seine Idee geht die Möglichkeit der Ausführung von Krümmungen der P2-Wohntrakte zurück, die erstmals am früheren Leninplatz in den Wohnschlangen verwirklicht wurden. Später entwickelte er zusammen mit Achim Felz den Typ P 3. Eine gleichzeitig ausgearbeitete Studie Plattenbau 69 wurde zur Grundlage der später im Großmaßstab angewendeten Wohnungsbauserie 70 (WBS 70).
In der Kunsthochschule Berlin-Weißensee hatte Wilfried Stallknecht ein Zusatzstudium im Fach Architektur absolviert und erwarb 1973 mit der Arbeit Anforderungen der entwickelten sozialistischen Gesellschaft an den Wohnungsbau in der DDR den akademischen Grad Diplom-Ingenieur. Im Jahr 1978 legte er an der Bauakademie eine Dissertation zum Thema Gebäudekonzeptionen der Plattenbauweise für die Umgestaltung innerstädtischer Wohnbereiche vor und wurde damit zum Dr.-Ing. promoviert. In der Folge lehrte er beispielsweise an der Hochschule für Architektur und Bauwesen Weimar. Darüber hinaus habilitierte sich Stallknecht mit der Schrift Wandlungsfähigkeit von Räumen im industriellen Wohnungsbau der DDR.
Im Jahr 1974 nahm Stallknecht das Angebot der Stadtverwaltung von Bernau bei Berlin zur Leitung des Stadtplanungsamts an. Unter seiner bis 1984 währenden Verantwortung wurde ein großer Teil der historischen Altstadtbebauung abgerissen und durch Neubauten in Plattenbauweise ersetzt. Daneben realisierte er das Café am Pulverturm, die Gaststätte Steintor und behindertengerechte Wohnanlagen aus Betonfertigteilen. Stallknechts Ausbildung als Tischler führte dazu, dass er stets auch mit Innenraumentwürfen und Ausstattungen befasst war. Er erfand im Jahr 1968 eine verwandelbare Sessel-Liege-Ottomane-Kombination, genannt Selio, für die er allerdings bis 2013 noch keinen Produzenten fand. Er entwickelte das Park-and-ride-System mit, das bereits 1988 in der DDR beworben und ursprünglich Parken + Reisen genannt wurde. Nach dieser Idee entstand eine solche Anlage am Bahnhof Bernau-Friedenstal.
Auch nach dem Ausscheiden aus dem Berufsleben 1984 blieb Wilfried Stallknecht aktiv. Er beteiligte sich an Symposien, wirkte als Fachberater in der Bernauer Stadtverwaltung, plante und realisierte 1998 ein Passivhaus. Er reichte Patente ein. Bis zum Jahr 2013 waren das bereits mehr als 20, darunter eines für eine besondere Bauweise, das Gleit-Kipp-Verfahren. Das sieht eine Fertigstellung eines Wohngebäudes in horizontaler Lage vor, das danach mittels Technik in seine endgültige senkrechte Position gebracht wird. Das ergäbe ähnlich dem Schornsteinbau Einsparungseffekte bei der Herstellung und damit Kostensenkungen. Stallknecht experimentierte mit einer Dresdener Wohnungsbaugesellschaft daran, Balkonbrüstungen oder Fassadenelemente mit Solarzellen nachzurüsten. Auch die Installation von Kleinst-Windkraftanlagen auf höheren Wohntrakten wurde in Erwägung gezogen.
Wilfried Stallknecht wohnte mit seiner Familie im Berliner Ortsteil Fennpfuhl in einer Plattenbauwohnung.